# Parc national royal de Hlane
Le Parc national royal de Hlane est un parc national en Eswatini, situé à 67 km Nord-Est de Manzini sur la route MR3.Avant de devenir un parc public, il était un terrain de chasse royal privé. Il est créé en 1967 à la demande du roi Sobhuza II, celui-ci l'a nommé Hlane , qui signifie "terre sauvage". Ce parc est géré par un organisme privé "the big games park", en fudicie pour la nation par sa majesté Mswati III.

## Caracteristiques
Hlane est la plus grande aire protégée d'Eswatini, il est étendu sur 30 000 hectares

### Faune
Le parc national royal de Hlane est peuplé d'Éléphant, Girafe, Lion,Rhinocéros ,Gnou, Zèbre, d'Impala, Guépard, Vautour,,

### Hebergement
Le site principal est le camp de Ndlovu, à l'entrée du Parc et la seconde est plus au Nord dans le camp de Bumbhesi, il y est disponible un hébergement en hutte en chaume.

### Transport
En 1960, le parc est coupé en deux par l'autoroute MR3, ceci cause chaque année la perte des centaines des buffles, antiolpes, sangliers, phacochères percutés par des camions et voitures.

## voir aussi
Parc national de Malolotja